# Ruch (czasopismo)
Ruch – jedno z wydawanych w czasie powstania styczniowego tajnych czasopism, które ukazywało się w okresie od 5 lipca 1862 roku prawdopodobnie do czerwca 1863 roku jako organ urzędowy Komitetu Centralnego, a później Rządu Narodowego, popularyzujący głównie ideologię stronnictwa czerwonych. Redaktorem naczelnym pisma był Agaton Giller.

## Tło historyczne
Po upadku powstania listopadowego w Królestwie Polskim Komitet Cenzur rygorystycznie ograniczał jawny obieg informacji. Przygotowujące kolejne powstanie tajne koła patriotyczne tworzyły konspiracyjne drukarnie, w których powielano różnego rodzaju pisma, stosując różne techniki drukarskie, np. litografowanie rękopisów lub metody zecerskie.
Wiosną i w lecie 1863 roku, po wybuchu powstania styczniowego, miesięcznie ukazywało się 19–28 numerów różnych czasopism. Pochodziły z drukarni narodowych Wydziału Prasy RN oraz z wydawnictw prywatnych, tworzonych z inicjatywy grup reprezentujących różne stronnictwa polityczne. W całym okresie powstania ukazało się łącznie ponad 300 numerów prasy tajnej, w tym 212 w Królestwie Polskim.
Rolę oficjalnego organu władz powstańczych – Komitetu Centralnego Narodowego – odgrywał „Głos Warszawy” (pismo Komitetu Miejskiego). 3 lipca 1862 roku odbyło się posiedzenie Komitetu Centralnego, na którym zdecydowano o utworzeniu nowego pisma („Ruch”) i powierzeniu stanowiska redaktora Agatonowi Gillerowi, członkowi Komitetu, wówczas zwolennikowi czerwonych (związanemu z Delegacją Miejską) oraz korespondentowi krakowskiego „Czasu”. „Ruch” był organem władz powstańczych do początku lipca 1863 roku. Po przejęciu władzy przez Rząd Narodowy Karola Majewskiego (14 czerwca 1863 r.) organem rządowym stało się pismo „Niepodległość”.

## Druk i kolportaż
Ze względów konspiracyjnych pismo było drukowane w różnych drukarniach. Zachowały się różne wydania jednego numeru, np. jakość wydania drugiego numeru 6 różni się wyraźnie od pierwszego. Poszczególne numery miały od jednej do czterech stron (druk dwustronny). Zmienny był też format czasopisma. Jego nakład wynosił ok. 2000 egzemplarzy. Pismo rozprowadzano głównie drogą organizacyjną (cena egzemplarza: groszy 15).
Ze względu na zdarzające się próby publikowania – jako oficjalnych – informacji nie pochodzących ze źródeł urzędowych, postanowiono wszystkie numery „Ruchu” oznaczać pieczęcią Komitetu Narodowego. Numer 6 pisma (12 października 1862 roku) oznaczono po raz pierwszy pieczęcią z godłem polsko-litewskim. Była ona stosowana (również na innych drukach urzędowych) do 10 maja 1863 roku, z przerwą na czas dyktatury Mariana Langiewicza (11 marca – 18 marca 1863), gdy zastosowano pieczęć okrągłą z napisem „DYKTATOR. KOMIS: WYKONAWCZA” („Ruch” nr 14). Na numerze 16 „Ruchu” znajduje się pieczęć Rządu Narodowego, z potrójnym godłem zwieńczonym koroną i napisem: „RZĄD NARODOWY. RÓWNOŚĆ WOLNOŚĆ NIEPODLEGŁOŚĆ”, a na numerze 17 – pieczęć Drukarni Rządu Narodowego.

## Treść czasopisma
W czasopiśmie publikowano artykuły programowe, ważne dekrety władz powstańczych (np. Manifest z 22 stycznia, dekrety uwłaszczeniowe, odezwa Mariana Langiewicza) oraz relacje z wydarzeń bieżących i wykazy numerów kwitów, które były wydawane płatnikom podatku narodowego.
| Numer | Data                 | Objętość, format                            | Treść | Źródło                     |
| Nr 1  | 5 lipca 1862         | jedna strona                                | - Artykuł wstępny; fragmenty: – Ciągły postęp i ruch na drodze wiodącej do niepodległości Polski jest hasłem, które na czele wypisujemy. – Powstanie, ażeby było skuteczne, musi stanąć na gruncie narodowym. […] …postawiwszy sobie za zadanie oswobodzenie Narodu, powinno go koniecznie oswobodzić w granicach przedrozbiorowych, w granicach owej do dziś dnia nierozerwanej w duchu Polski, złożonej z trzech Narodów, Polski, Litwy, i Rusi. – Prócz nurtu narodowego […] powstanie Polski rozwija chorągiew wolności człowieka i równości praw dla wszystkich. - „Doniesienia” – potępienie zdrajców | [ 8 ]                      |
| Nr 2  | 8 lipca 1862         | s. 1–2 17,5×22,5 cm + dodatek               | - Artykuł redakcyjny – o potrzebie utworzenia Rządu Narodowego (w kraju lub za granicą); fragment: – Sądzimy, że nie ma Polaka […], który by rozbiory albo też traktat Wiedeński 1815 roku uważał za prawną podstawę władzy najezdników nad nami. […] …pod władzami najezdniczemi jesteśmy w bezrządzie. - SZWECYA – o rocznicy Bitwy pod Połtawą (obchody w Szwecji, związek ze sprawą niepodległości Polski} - „Doniesienia”, m.in. o działaniach Rady miejskiej i nadchodzących nabożeństwach żałobnych | [ 9 ] [ 10 ] [ 11 ]        |
| Nr 3  | 29 lipca 1862        | s. 1–2 33,5×20 cm druk dwustronny + dodatek | - Artykuł redakcyjny, w którym m.in.: – …tam jest życie i wielkość gdzie siła moralna z równą mocą rozwija się obok siły materjalnej, a obie pracują na wolność, niezależność Narodu […] …siła Twoja, Narodzie, ma być i jest twoim własnym dorobkiem. Inaczej – gdybyś miał siłę z zewnątrz, z łaski, będziesz ją miał pozorną, a nie rzeczywistą. Nie oglądaj się więc na żadne pomoce gabinetów i rządów. - „Doniesienia”, m.in.: – informacja, podawana za krakowskim „Czasem”): według rządowych wykazów od 1 stycznia b.r. do 20 lipca aresztowanych w Ratuszu było 14853 osób, – apel o wpłacanie podatku narodowego (Ci tylko mogą go zbierać, którzy posiadać będą formalne upoważnienie od władzy narodowej). | [ 12 ] [ 13 ] [ 14 ]       |
| Nr 4  | 10 sierpnia 1862     | s. 1–2 27,5×21,5 cm druk dwustronny         | - Artykuł redakcyjny poświęcony tematyce uwłaszczenia, w którym m.in.: – Szerząc braterstwo między klasami społeczeństwa narodowego, wpływać będziemy aby reform stosunków włościańskich załatwić pomyślnie dla sprawy powstania, i doprowadzić włościan do zupełnego uwłaszczenia przez Rząd Polski, który z ogólnych źródeł państwa obmyśli fundusze na wynagrodzenie właścicieli za ustąpione czynsze. - „Doniesienia”, m.in.: – Carewicz Konstanty i Margrabia Wielopolski wprowadzenie swoich reform rozpoczęli od reformy tajnej policyi. […] Ostrożność większa z ludźmi w mowie i postępowaniu jest konieczną… – 3 Sierpnia wszczęła się w Mokotowie pomiędzy chłopami a pijanym żołdactwem bójka… – Donoszą nam z Węgrowa… | [ 15 ] [ 16 ]              |
| Nr 5  | 17 września 1862     | jedna strona 36×31,5 cm                     | - Artykuł redakcyjny zawierający informację o powieszeniu na stokach Cytadeli Ludwika Jaroszyńskiego i jego dwóch towarzyszy (Ludwik Ryll i Jan Rzońca) - Informacja o utworzeniu Organizacji Narodowej, mającej za zadanie przygotowanie kraju do powstania powszechnego, w tym tekst pt. „Cel i zasady organizacji” (9 punktów) - „Doniesienia”, m.in.: – Reformy Wielopolskiego coraz bardziej wchodzą w życie… – Należy się strzedz następujących szpiegów… | [ 17 ]                     |
| Nr 6  | 12 października 1862 | 1 strona                                    | - Centralny Komitet Narodowy wzywa do natychmiastowego rozwiązania wszystkich Rad miejskich i powiatowych (5 października) - Oświadczenie, że wszystkie odezwy, upoważnienia i nominacje, wydawane przez Komitet Centralny i Organizację Narodową, będą oznaczane urzędowymi pieczęciami (inne należy uznawać za podstęp i zdradę sprawy Narodowej) - Tekst redakcyjny, zawierający krytykę prób prowadzenia negocjacji z carem; fragment: – Niechże więc wszyscy, którzy się w obec swego własnego sumienia i całego świata, synami tej Ojczyzny nazywają, surowo, bezstronnie i porzuciwszy wykręty, jakie nam zawsze samolubstwo i tchórzostwo podsuwają, rozbiorą, czy droga legalizmu, którą nam Moskwa za pośrednictwem Carewicza ofiaruje, przedstawia jakie widoki wygranej dla nas. - „Doniesienia”, m.in.: – Doszły do Centralnego Komitetu Narodowego wiadomości, że niektóre osoby poważają się nieprawnie zbierać składki… – W Zarządzie pocztowym utworzona została specyalna Komisya do czytania listów pocztą wyprawianych… | [ 3 ]                      |
| Nr 7  | 18 października 1862 | jedna strona 38×22,5 cm                     | - Dekret Centralnego Narodowego Komitetu o podatku narodowym - Komentarz redakcji na temat drogi do wolności, w tym m.in.: – Kto chce być wolnym, musi zacząć od uwolnienia drugich, kto chce być silnym, musi z temi uwolnionemi zjednoczyć się prawdziwą bezinteresowną przyjaźnią. Niedość jest więc porzucić dawne swoje przywileje, wyrzec się monopolów aby stanowić Naród jednolity, trzeba koniecznie w miejsce tych barbarzyńskich więzów znaleźć inne spójnie, aby społeczeństwo się nie rozsypało, trzeba je związać miłością braterską i poświęceniem. […] Solidarność Narodów jest drugim stopniem rozwoju […], ale o niej później pomówimy. | [ 18 ]                     |
| Nr 8  | 13 listopada 1862    | jedna strona 31×33,5 cm                     | - Artykuł redakcyjny, odnoszący się do informacji z Nr 244 „Dziennika Powszechnego” (związanego z Aleksandrem Wielopolskim) o utworzeniu Centralnego Komitetu Rewolucyjnego pod kierownictwem gen. Ludwika Mierosławskiego, w tym m.in.: – …wątpimy mocno by Jł. L. Mierosławski wiedząc aż nadto dobrze o kierunku i doniosłości prac krajowych konspiracyjnych pod przewodnictwem Komi. Cent. Naro. prowadzonych, chciał tworzyć jeszcze jedno jakieś odrębne ciało spiskowe pod swojem przewodnictwem […] Po mężu przynajmniej, który z natury wojskowego stanowiska swego wspierać się winien na sile i tej szukać, niespodziewamy się błędu podobnego. - Odezwy od Duchowieństwa Polskiego, m.in. o rozwiązanie rad powiatowych, zgodnie z rozporządzeniem CKN z Nr 6 „Ruchu” - wykaz numerów „kwitów sznurowych” podatku narodowego | [ 19 ]                     |
| Nr 9  | 3 grudnia 1862       | jedna strona 42×33,5 cm                     | - Informacja o poddaniu się Rady Naczelnej Galicyjskiej pod przewodnictwo Komitetu Centralnego Narodowego - Komentarz redakcyjny nt. sprzeczności między programami Delegacji miejskiej i komitetu Towarzystwa Rolniczego z jednej strony i Partii Ruchu – z drugiej - „Doniesienia”, m.in.: – informacja o odezwie rosyjskiego wojska, stacjonującego w Polsce (przekazanej Namiestnikowi), – ostrzeżenie przed szpiegami i osobami nielegalnie pobierającymi podatek narodowy, - numery kwitów podatku narodowego. | [ 20 ]                     |
| Nr 10 | 18 grudnia 1862      | jedna strona                                | - informacja o prawdopodobnie prowokacyjnych podpaleniach, z próbami obciążenia K.C.N odpowiedzialnością za te incydenty - komentarz redakcyjny, rozpoczynający się od słów: Jedność, zgoda, karność dają siłę…; w tekście znajdują się m.in. zdania dotyczące ludzi, którzy: – …nie mogąc prostą drogą zaszkodzić organizacji, używają dzisiaj broni potwarzy i fałszu. Wielopolski, który celom moskiewskim daje pozory polskie, obrzuca razem ze swoimi przyjaciołmi organizację i jej władze zarzutami socjalizmu, zbrodni, nieporządku, wyzyskiwania grosza publicznego i t.p. mała zaś inna koterja, miejsce dla swoich potwarzy znalazła w dzienniku francuzkim, umieszczając w nim zarzut, podpisany jakoby przez jenerała Mierosławskiego, że K.C.N. wyrzeka się Litwy i Rusi dla mniemanej pomocy rewolucjonistów rosyjskich. Poinformowano też o zarzutach ze strony innych osób, np. zwolenników legalizmu, i o decyzji: – W takim położeniu rzeczy C.N.K. uważa swój obowiązek oświadczyć, że odtąd władzę swoją wykonywać będzie ze sprężystością i energją konieczną w obecnem położeniu i w tym celu postanowił, zgodnie z ustawą surowo karać wszystkie zamachy na jedność i całość organizacji… Odnosząc się do zarzutu dotyczącego spraw Litwy i Rusi napisano: – Ci, którzy wykrzykują na całe gardło, że chcemy wyrzec się Litwy i Rusi, nie rozumiejąc rzeczy, odpychają kraje te od Polski swoimi chętkami przewagi… - „Doniesienia” – apel, by… ludzie dobrej woli przestali owczym pędem za głosem Bóg wie jakich ludzi chodzić drogami przeciwnemi celowi wyswobodzenia ojczyzny. | [ 21 ]                     |
| Nr 11 | 27 grudnia 1862      | jedna strona 41,5×32,5 cm                   | - Od redakcji m.in. o moskiewskich próbach podkopania jedności Polaków z pomocą Biskupów (m.in. Zygmunta Szczęsnego Felińskiego), - numery kwitów podatku narodowego, - „Wiadomości bieżące” – o plotkach i fałszywych pogłoskach, krążących po Warszawie, i ich szkodliwości. | [ 22 ]                     |
| Nr 12 | luty 1863            | jedna strona                                | - Tekst Manifestu 22 stycznia, - Dekret w sprawie uwłaszczenia (22 stycznia), - Dekret w sprawie obowiązku służby wojskowej (22 stycznia), - Nominacja Mariana Langiewicza generałem (17 lutego) | [ 23 ]                     |
| Nr 13 | luty 1863            | s. 1–2 37×23 cm druk dwustronny             | - Komitet Centralny Narodowy jako tymczasowy Rząd Narodowy; Do Braci Litwinów! Warszawa, 29 stycznia 1863 r. - Komitet Centralny Narodowy jako tymczasowy Rząd Narodowy; Do Braci Rusinów! Warszawa, 5 lutego 1863 r. - Komitet Centralny Narodowy jako tymczasowy Rząd Narodowy; Do Polaków w zaborze Austyackim i Pruskim! Warszawa, 7 lutego 1862 r. - Odezwa Jenerała M. Langiewicza do wojska; Towarzysze broni! Staszów, 18 lutego 1863 r. - Mianowanie Jenerała Józefa Wysockiego naczelnym dowódcą sił zbrojnych na lewym brzegu Wisły, 17 lutego 1863 r. - Numery kwitów podatku narodowego. - Na meetingu w Genui adres Włochów do Polaków. Do BRACI POLAKÓW! Pozdrowienia szlachetnym i silnym! Warszawa, 2 marca 1863 r. | [ 24 ] [ 25 ]              |
| Nr 14 | 1863                 | s. 1–2 36,5×29,5 cm druk dwustronny         | - Komitet Centralny Narodowy jako tymczasowy Rząd Narodowy – Ogłaszając odezwę Jenerała Langiewicza, którą oznajmia Krajowi, że objął władzę najwyższą Dyktatora, zawiadamia, że dotychczasową swoją władzę składa w Jego ręce, i wzywa cały Naród do posłuszeństwa Dyktatorowi. W części Kraju zajętej przez nieprzyjaciela, z upoważnienie Dyktatora, rozkazy i rozporządzenia wydawać będzie Komissya wykonawcza. - ODEZWA. Główna kwatera Goszcza, dnia 10 marca 1863 r., Jenerał Maryjan Langieicz, Dyktator - Rozwinięcie odezwy; Główna kwatera Sosnówka, d. 10 marca 1863 r. W Imieniu Narodu Maryan Langiewicz. Dyktator - Komitet Centralny Narodowy jako tymczasowy Rząd Narodowy – nakaz dla Naczelników wojskowych niezwłocznego wykonywania postanowień Dekretu uwłaszczeniowego z dnia 22 stycznia 1863, Warszawa 9 marca 1863 r. - Decyzja o przekształceniu Komitetu prowincyonalnego Litewskiego w Wydział zarządzający prowincjami Litwy oraz odezwa Wydziału, zakończona słowami: – Rodacy! sprawa wyzwolenia Ojczyzny rozpoczęta. Zwycięztwa pewne, bo z nami Bóg. BOŻE ZBAW POLSKĘ, Wilno, 11 marca (27 lutego) 1863 r. | [ 26 ] [ 5 ]               |
| Nr 15 | 12 kwietnia 1863     | s. 1–2                                      | - Komitet Centralny Narodowy jako Rząd Narodowy – Oznajmia całemu Narodowi, że skutek aresztowania Dyktatora Maryana Landiewicza przez Rząd Austryacki, Władzę Najwyższą Narodową na nowo w swoje ręce obejmuje. Informuje też, że jakiekolwiek dążenia do przejęcia tej władzy (zwłaszcza przez dyktatorów) – uważać będzie jako zbrodnię stanu, Warszawa, 27 marca 1863 r. - Oświadczenie dotyczące zasad realizacji Dekretu o uwłaszczeniu Włościan z 22 stycznia 1863 r., Warszawa, 31 marca 1863 r. - Dekret o ustanowieniu podatku od dochodów tytułem Ofiary Narodowej, Warszawa, 8 kwietnia 1863n r. - Dekret w sprawie zasad wprowadzania w życie ww. Dekretu z 8 kwietnia, m.in.: – Zabrania się wszystkim przyjmowanie udziału, wprost lub pośrednio, w licytacjach zarządzanych przez rząd moskiewski, a mających na celu sprzedaż zajętych przedmiotów, na zaspokojenie nieprawnie przez nieprzyjaciela ustanowionych i wymaganych podatków., Warszawa, 9 kwietnia 1863 r. - Instrukcja skarbowa, Warszawa, 10 kwietnia 1863 r. - Rozporządzenia, oświadczenia, odezwy, m.in.: – rozporządzenie w sprawie rozwiązania – do czasu zakończenia walki – wszystkich Towarzystw politycznych, działających bez wiedzy i zgody TRN, i podejmowania innych działań, wchodzących w zakres kompetencji rządu – Apel Do Polaków w moskiewskiej służbie (9 kwietnia) oraz rozporządzenie sprawie Obywateli Kongresówki, Litwy i Rusi, dotychczas służących w wojskach moskiewskich (10 kwietnia), – oświadczenie, że Naczelnik Wojskowy Województwa Krakowskiego, Kurowski, dobrze zasłużył się Ojczyźnie. | [ 27 ] [ 28 ]              |
| Nr 16 | czerwiec 1863        | s. 1–4 44×29 cm druk dwustronny             | W numerze opublikowano liczne dekrety, odezwy do Wojska i do Narodu oraz inne dokumenty (wydane w imieniu „Komitetu Centralnego Narodowego jako Rządu Narodowego” i „Rządu Narodowego”), m.in.: - komentarz do informacji „Dziennika powszechnego” nt. ogłoszenia amnestii przez Aleksandra II (12 kwietnia 1863); fragment: W kim tylko bije prawdziwie polskie serce […] amnestyę odrzuci z wzgardą i z całym narodem zawoła: precz a carskimi łaskami, chwyciliśmy za oręż; oręż jedynie spór nasz z Moskwą rozstrzygnie. - odezwa Wydziału zarządzającego Prowincyami Litwy, Wilno, 19 (31) marca 1863 r. - odezwa Do Narodu, w tym m.in. zdanie: Doświadczenie pokazało, że dyktatura nie jest odpowiednią do okoliczności w jakich się znajdujemy; że świętej sprawy niepodległości Narodu nie można czynić zawisłą od zmiennych wypadków na polu bitew…Warszawa, 16 kwietnia 1863 r. - Dekret związany z wydaniem carskiego ukazu z 27 (16) marca w sprawie sekwestru majątków osób biorących udział w powstaniu na terenach Zabużańskich i Zaniemeńskich, który pozbawił majątku kilkaset tysięcy rodzin, Warszawa, 29 kwietnia 1863 r. - Dekret w sprawie Juristycium, Warszawa, 3 maja 1863 r. - Wydział Wojny Rządu Narodowego – postanowienie dotyczące taktyki walki, Warszawa, 4 maja 1863 r. - Zalecenia RN w sprawie listów, których przejęcie przez przeciwnika może stanowić zagrożenie dla sprawy Polski lub pojedynczych osób, Warszawa, 4 maja 1863 r. - Ostrzeżenie RN przed działaniami nieuprawnionych osób, żądających ofiar pieniężnych i dokonujących rekwizycji (podejmowanie takich działań będzie karane śmiercią), Warszawa, 4 maja 1863 r. - Dekret m.in. w sprawie zmiany nazwy „Komitet Centralny jako tymczasowy Rząd Narodowy” na „Rząd Narodowy” i wprowadzenia pieczęci z herbami trzech części, składających jednę i nierozdzieloną Polskę: Orła, Pogoni i Michała Archanioła na jednej tarczy, z koroną Jagiellońską umieszczone oraz z napisem wokół: „Rząd Narodowy” (na górze) i „Wolność, Równość, Niepodległość” (na dole), Warszawa, 10 maja 1863 r. Na stromie 4 zamieszczono nekrolog Stefana Bobrowskiego, naczelnika Warszawy i nadzwyczajnego Komisarza Centralnego Komitetu, który zginął w pojedynku z „osobą stojącą pod zarzutem”, której nie podał ręki. Opisano sylwetkę zmarłego oraz niektóre okoliczności, w których do pojedynku doszło, bezpośrednio związane z walką stronnictw politycznych i upadkiem dyktatury Mariana Langiewicza. | [ 29 ] [ 30 ] [ 31 ] [ 6 ] |
| Nr 17 | lipiec 1863          | s. 1–4 44×29 cm druk dwustronny             | Numer zawiera m.in. dekrety, odezwy i inne informacje Rządu Narodowego, m.in.: - dekret w sprawie zakazu opuszczania granic Polski i zmian miejsca zamieszkania bez zezwolenia Rządu Narodowego (pod karą pozbawienia praw obywatelskich) oraz wezwania do powrotu z zagranicy (Warszawa, 14 maja 1863 r.), - wezwanie Polaków do samodzielnych starań o broń dla siebie i swoich bliskich (Warszawa, 30 maja 1863 r.), - dekret o utworzeniu Trybunałów Rewolucyjnych (Warszawa, 2 czerwca 1863 r.), - informacja, że Stanisław Janowski i Stanisław Hebda, urzędnicy Komisji Skarbu, przelali na rozkaz rządu sumę 24 012 992 zł polskich i 20 groszy z Kasy Głównej do Kasy Rządu Narodowego (RN potwierdza, że obaj urzędnicy, zasłużeni dla sprawy polskiej, dostali polecenie wyjazdu za granicę ze specjalną misją (Warszawa, 15 czerwca 1863 r.), - postanowienie, że Polacy, którzy dotychczas nie opuścili służby w wojsku moskiewskim, zostają pozbawieni praw politycznych i cywilnych i czci obywatelskiej (Warszawa, 21 czerwca 1863 r.), - dekret o zamknięciu ruchu Kolei Warszawsko-Petersburskiej w granicach Polski oraz konsekwencjach nie podporządkowania się dekretom (21–22 czerwca), Na stronie 4 zamieszczono również odezwę Wydziału zarządzającego Prowincyami Litwy do Rodaków oraz dekret w sprawie powołania Nieustającej Rady Bezpieczeństwa (Wilno, 13n(25) maja 1863 r.). | [ 32 ] [ 33 ] [ 34 ] [ 7 ] |